# Карашилік (Акжарський район)
Карашилі́к (каз. Қарашіліқ) — село у складі Акжарського району Північноказахстанської області Казахстану. Входить до складу Куликольського сільського округу.
Населення — 266 осіб (2021; 372 у 2009, 536 у 1999, 651 у 1989).
Національний склад станом на 1989 рік:
- казахи — 100 %.

Колишня назва — Отділення № 2 совхоза Жанааульський.